# Тарногский район
Та́рногский округ — административно-территориальная единица (округ) в Вологодской области России. В рамках организации местного самоуправления в границах района существует муниципальное образование Тарногский муниципальный округ (с 2004 до 2022 гг. — муниципальный район).
Административный центр — село Тарногский Городок — находится в 339 км от Вологды. В старину жителей этого края называли кокшарами.

## География
Район расположен на северо-востоке Вологодской области. Район граничит на севере с Архангельской областью, на востоке — с Нюксенским районом, на западе — с Верховажским, на юге — с Тотемским муниципальным районом Вологодской области. Площадь территории — 5100 км². Протяжённость с запада на восток — 77 километров, с севера на юг — 97 километров.

## История
Изначальным населением территории Тарногского района были финно-угорские племена. Постоянное славянское население в этих краях, по-видимому, появилось в XIII—XIV веках. Первоначально это были  беженцы из земель, разорённых монголами. Затем эти земли стали ареной противостояния Новгорода и Ростова. В XIV веке эти земли уже описываются как владения – к примеру, обширными землями на соседней Ваге владел новгородский своеземец Василий Матвеев, которые он купил у чуди в 1315 году за двадцать тысяч белок и десять рублей. Правнуку Матвеева спустя 80 лет принадлежали земли по Кокшеньге. Их род известен как Своеземецевы. В 1453 году в летописях впервые упомянут нынешний райцентр Тарногский Городок.
В 1478 году Новгород признал над собой власть Москвы, земли по Кокшеньге перешли в ведение приказа Большого дворца в составе Важского уезда, а крестьяне стали считаться «чёрными», или государственными. В 1552—1555 годах Иван Грозный дал согласие восстановить выборность местных должностных лиц в Устьянских волостях и на Кокшеньге. Тогда же Важский уезд был разделён на семь станов, одним из которых стал Кокшеньгский. В 1565 году эти земли вошли в состав Опричнины. После его смерти Кокшеньгой владел конюшенный боярин Борис Годунов. Затем при царствовании Василия Шуйского они были в собственности его брата Дмитрия Ивановича, а новый государь Михаил Романов отдал их в собственность князя Дмитрия Трубецкого. С 1615 года Важский уезд был разделён на четыре чети, в числе которых была Кокшеньгская. После смерти Трубецкого в 1625 году земли вновь стали дворцовым владением, сохранив этот статус до Великой Октябрьской Социалистической революции.
В 1659 году чети раздробили на более мелкие станы. Кокшеньгская четь состояла из трёх: Кулойского, Ромашевского и Спасского. В 1708 году в составе Важской доли Кокшеньга вошла в состав Архангелогородской губернии, в 1719-м в составе Важского дистрикта — в состав Двинской провинции. С 1796 года — в составе Тотемского уезда Вологодской губернии.
В 1929 году в составе Северного края, из части упразднённого Тотемского уезда был образован Кокшеньгский район с центром в селе Тарногский Городок. Но уже 30 июля 1931 года Кокшеньгский район совместно с Сухонским районом были упразднены и вошли в Нюксенский район, а 10 декабря 1932 года от Нюксенского района часть территории была передана Тотемскому району.
Постановлением ВЦИК от 25 января 1935 года из части Нюксенского района и Тотемского района был выделен Тарногский район с центром в селе Тарногский Городок, а в 1936 году Тарногскому району была передана ещё небольшая часть территории Нюксенского района. C 1936 года по 1937 район — в составе Северной области, а затем Тарногский район вошёл во вновь образованную Вологодскую область. Указом Президиума Верховного Совета РСФСР от 13 декабря 1962 года из Нюксенского и Тарногского районов был образован Тарногский сельский район, но уже 12 января 1965 года Указом Верховного Совета РСФСР оба района были восстановлены в прежних границах.

## Население
| 2002    | 2009    | 2010    | 2011    | 2012    | 2013    | 2014    | 2015    | 2016    |
| ------- | ------- | ------- | ------- | ------- | ------- | ------- | ------- | ------- |
| 15 363  | ↘14 384 | ↘14 294 | ↘12 781 | ↘12 457 | ↘12 247 | ↘12 038 | ↘11 795 | ↘11 609 |
| 2017    | 2018    | 2019    | 2020    | 2021    | 2023    |         |         |         |
| ↘11 491 | ↘11 398 | ↘11 237 | ↘11 133 | ↘10 632 | ↘10 460 |         |         |         |

В 1903 году на нынешней территории Тарногского района проживало 34 569 человек, или 23 % населения Тотемского уезда. В 1926 году — 40 401 человек, или 25 % населения уезда. Затем начался отток населения и уже в 1939-м население Тарногского района составило 31 400 человек. За годы войны численность трудоспособного населения сократилась на 40 %. По итогам переписи 1959 года численность населения составила 24 460 человек, 1970 — 20 713, 1979 — 18 437, 1990 — 17 400.
Национальный состав
По итогам переписи населения 2020 года проживали следующие национальности (национальности менее 0,1 % и другое, см. в сноске к строке «Другие»):
| Национальность | Численность, чел. | Доля     |
| -------------- | ----------------- | -------- |
| Русские        | 10 163            | 95,59 %  |
| Украинцы       | 41                | 0,39 %   |
| Другие         | 428               | 4,02 %   |
| Итого          | 10 632            | 100,00 % |

## Территориальное устройство
Административно-территориальные единицы
Тарногский район в рамках административно-территориального устройства включает 13 сельсоветов:
| №  | Сельсовет          | Соответствующее муниципальное образование |
| -- | ------------------ | ----------------------------------------- |
| 1  | Верхнекокшеньгский | Тарногское СП                             |
| 2  | Верхнеспасский     | Спасское СП                               |
| 3  | Верховский         | Верховское СП                             |
| 4  | Заборский          | Заборское СП                              |
| 5  | Илезский           | Илезское СП                               |
| 6  | Лохотский          | Заборское СП                              |
| 7  | Маркушевский       | Маркушевское СП                           |
| 8  | Нижнеспасский      | Спасское СП                               |
| 9  | Озерецкий          | Тарногское СП                             |
| 10 | Раменский          | Маркушевское СП                           |
| 11 | Тарногский         | Тарногское СП                             |
| 12 | Шебеньгский        | Тарногское СП                             |
| 13 | Шевденицкий        | Тарногское СП                             |

Муниципальные образования

Муниципальные образования с 2009 до 2022 гг.

В рамках организации местного самоуправления в границах района функционирует Тарногский муниципальный округ (с 2004 до 2022 года — муниципальный район).
Изначально в составе новообразованного муниципального района в декабре 2004 года были созданы 9 сельских поселений. В апреле 2009 года Кокшеньгское, Озерецкое, Шебеньгское сельские поселения были упразднены (включены в Тарногское сельское поселение).
С 2009 до 2022 года муниципальный район делился на 6 муниципальных образований нижнего уровня со статусом сельского поселения.
| № | Сельское поселение              | Административный центр  | Количество населённых пунктов | Население (чел.) | Площадь (км²) |
| - | ------------------------------- | ----------------------- | ----------------------------- | ---------------- | ------------- |
| 1 | Верховское сельское поселение   | село Верховский Погост  | 50                            | ↘481             | 802,40        |
| 2 | Заборское сельское поселение    | село Красное            | 43                            | ↘890             | 463,77        |
| 3 | Илезское сельское поселение     | село Илезский Погост    | 19                            | ↘353             | 1086,55       |
| 4 | Маркушевское сельское поселение | деревня Заречье         | 19                            | ↘521             | 778,80        |
| 5 | Спасское сельское поселение     | деревня Никифоровская   | 45                            | ↘852             | 635,62        |
| 6 | Тарногское сельское поселение   | село Тарногский Городок | 87                            | ↘7535            | 1408,60       |

1 июня 2022 года муниципальный район и все входившие в его состав городское и сельские поселения были упразднены и объединены в Тарногский муниципальный округ.

## Населённые пункты
В Тарногском районе (муниципальном округе) 248 населённых пунктов (все — сельские).
| №   | Населённый пункт          | Тип     | Население (чел.) | Бывшее сельское поселение |
| --- | ------------------------- | ------- | ---------------- | ------------------------- |
| 1   | Агапитовская              | деревня | 6                | Верховское                |
| 2   | Айга                      | посёлок | 232              | Илезское                  |
| 3   | Акуловская                | деревня | 6                | Спасское                  |
| 4   | Александровская           | деревня | 21               | Тарногское                |
| 5   | Алферовская               | деревня | 21               | Заборское                 |
| 6   | Алферовская               | деревня | 6                | Тарногское                |
| 7   | Ананьевская               | деревня | 0                | Спасское                  |
| 8   | Андреевская               | деревня | 75               | Маркушевское              |
| 9   | Аносовская                | деревня | ↗11              | Верховское                |
| 10  | Антипинская               | деревня | 7                | Заборское                 |
| 11  | Антипинская               | деревня | 66               | Спасское                  |
| 12  | Анциферовская             | деревня | 0                | Спасское                  |
| 13  | Афанасьевская             | деревня | 18               | Тарногское                |
| 14  | Афанасьевская             | деревня | 120              | Тарногское                |
| 15  | Афоновская                | деревня | 129              | Тарногское                |
| 16  | Баклановская              | деревня | ↘8               | Маркушевское              |
| 17  | Баклановская              | деревня | 17               | Тарногское                |
| 18  | Баранская                 | деревня | 12               | Верховское                |
| 19  | Барышевская               | деревня | 4                | Спасское                  |
| 20  | Башевская                 | деревня | 34               | Спасское                  |
| 21  | Беляевская                | деревня | 4                | Тарногское                |
| 22  | Березник                  | деревня | 6                | Тарногское                |
| 23  | Бовытинская               | деревня | 0                | Тарногское                |
| 24  | Борисовская               | деревня | 0                | Тарногское                |
| 25  | Борок                     | деревня | 4                | Спасское                  |
| 26  | Боярская                  | деревня | 3                | Заборское                 |
| 27  | Будринская                | деревня | 28               | Заборское                 |
| 28  | Будринская-1              | деревня | 3                | Верховское                |
| 29  | Булдачевская              | деревня | 0                | Спасское                  |
| 30  | Бурцевская                | деревня | 4                | Верховское                |
| 31  | Ваневская                 | деревня | 13               | Спасское                  |
| 32  | Васютинская               | деревня | 0                | Верховское                |
| 33  | Великая                   | деревня | 26               | Верховское                |
| 34  | Великое                   | деревня | 0                | Маркушевское              |
| 35  | Веригино                  | деревня | 77               | Тарногское                |
| 36  | Верхнее Буково            | деревня | 0                | Заборское                 |
| 37  | Верхнекокшеньгский Погост | село    | 54               | Тарногское                |
| 38  | Верхнепаунинская          | деревня | 18               | Спасское                  |
| 39  | Верховский Погост         | село    | 52               | Верховское                |
| 40  | Видерниковская            | деревня | 7                | Заборское                 |
| 41  | Власьевская               | деревня | 5                | Спасское                  |
| 42  | Володинская               | деревня | 28               | Тарногское                |
| 43  | Воронинская               | деревня | 3                | Заборское                 |
| 44  | Вощар                     | посёлок | 194              | Спасское                  |
| 45  | Вязутинская               | деревня | 0                | Илезское                  |
| 46  | Гавриловская              | деревня | 19               | Спасское                  |
| 47  | Гольчевская               | деревня | 23               | Илезское                  |
| 48  | Горка                     | деревня | 6                | Спасское                  |
| 49  | Горка                     | деревня | 22               | Тарногское                |
| 50  | Грибовская                | деревня | 17               | Илезское                  |
| 51  | Григорьевская             | деревня | 7                | Спасское                  |
| 52  | Гусиха                    | деревня | 15               | Заборское                 |
| 53  | Давыдовская               | деревня | 0                | Верховское                |
| 54  | Дементьевская             | деревня | 19               | Спасское                  |
| 55  | Денисовская               | деревня | 95               | Спасское                  |
| 56  | Дор                       | деревня | 0                | Тарногское                |
| 57  | Доронинская               | деревня | 20               | Верховское                |
| 58  | Дор-Сухонский             | деревня | 0                | Маркушевское              |
| 59  | Дуброва                   | деревня | 0                | Верховское                |
| 60  | Дуброва                   | деревня | 16               | Заборское                 |
| 61  | Дубровская                | деревня |                  | Спасское                  |
| 62  | Дурневская                | деревня | 6                | Тарногское                |
| 63  | Евсеевская                | деревня | 27               | Тарногское                |
| 64  | Едовинская                | деревня | 11               | Спасское                  |
| 65  | Елифановская              | деревня | 12               | Илезское                  |
| 66  | Елифановская Выставка     | деревня | 0                | Илезское                  |
| 67  | Емельяновская             | деревня | 9                | Спасское                  |
| 68  | Епифановская              | деревня | 0                | Верховское                |
| 69  | Ермаковская               | деревня | 3                | Илезское                  |
| 70  | Ефимовская                | деревня | 53               | Тарногское                |
| 71  | Жуковская                 | деревня | 3                | Заборское                 |
| 72  | Жуковская                 | деревня | 0                | Тарногское                |
| 73  | Заречье                   | деревня | 3                | Илезское                  |
| 74  | Заречье                   | деревня | 332              | Маркушевское              |
| 75  | Ивановская                | деревня | 9                | Илезское                  |
| 76  | Игнатовская               | деревня | 40               | Верховское                |
| 77  | Игумновская               | деревня | 236              | Тарногское                |
| 78  | Илезский Погост           | село    | 102              | Илезское                  |
| 79  | Ильинская                 | деревня | 26               | Спасское                  |
| 80  | Исаинская                 | деревня | 0                | Верховское                |
| 81  | Исаковская                | деревня | 55               | Тарногское                |
| 82  | Калугинская               | деревня | 0                | Верховское                |
| 83  | Каплинская                | деревня | 100              | Верховское                |
| 84  | Карелинская-2             | деревня | 11               | Верховское                |
| 85  | Карповская                | деревня | 20               | Спасское                  |
| 86  | Карчевская                | деревня | 9                | Илезское                  |
| 87  | Катеринино                | деревня | 30               | Заборское                 |
| 88  | Квашнинская               | деревня | 8                | Верховское                |
| 89  | Кичигинская               | деревня | 7                | Верховское                |
| 90  | Киянская                  | деревня | 8                | Верховское                |
| 91  | Клевцовская               | деревня | 7                | Заборское                 |
| 92  | Кленовая                  | деревня | 41               | Маркушевское              |
| 93  | Климово                   | деревня | 11               | Тарногское                |
| 94  | Коврижинская              | деревня | 8                | Тарногское                |
| 95  | Кожевниковская            | деревня | 11               | Тарногское                |
| 96  | Кокориха                  | деревня | 24               | Тарногское                |
| 97  | Конашевская               | деревня | 0                | Заборское                 |
| 98  | Конец                     | деревня | 4                | Тарногское                |
| 99  | Конец                     | деревня | 14               | Тарногское                |
| 100 | Конторка                  | посёлок | 111              | Илезское                  |
| 101 | Коротковская              | деревня | 17               | Илезское                  |
| 102 | Корчажинская              | деревня | 45               | Тарногское                |
| 103 | Костаиха                  | деревня | 56               | Спасское                  |
| 104 | Красное                   | село    | 403              | Заборское                 |
| 105 | Кремлево                  | деревня | 57               | Тарногское                |
| 106 | Кривошеинская             | деревня | 16               | Спасское                  |
| 107 | Криуля                    | деревня | 26               | Маркушевское              |
| 108 | Кротовская                | деревня | 3                | Заборское                 |
| 109 | Кузнецовская              | деревня | 4                | Маркушевское              |
| 110 | Кузнецовская              | деревня | 5                | Тарногское                |
| 111 | Кузьминская               | деревня | 28               | Тарногское                |
| 112 | Кузьминская               | деревня | 24               | Верховское                |
| 113 | Кузьминская               | деревня | 0                | Спасское                  |
| 114 | Кузьминская               | деревня | 7                | Тарногское                |
| 115 | Куревино                  | деревня | 0                | Заборское                 |
| 116 | Курковская                | деревня | 27               | Тарногское                |
| 117 | Лукинская                 | деревня | 33               | Тарногское                |
| 118 | Лыгинская                 | деревня | 6                | Спасское                  |
| 119 | Лычная                    | деревня | 5                | Тарногское                |
| 120 | Ляпинская                 | деревня | 0                | Верховское                |
| 121 | Макаровская               | деревня | 0                | Заборское                 |
| 122 | Макаровская               | деревня | 8                | Спасское                  |
| 123 | Маклинская                | деревня | 55               | Тарногское                |
| 124 | Малаховский Бор           | посёлок | ↘9               | Тарногское                |
| 125 | Малыгинская               | деревня | 0                | Верховское                |
| 126 | Мальчевская               | деревня | 43               | Тарногское                |
| 127 | Манюковская               | деревня | 23               | Тарногское                |
| 128 | Марачевская               | деревня | 0                | Спасское                  |
| 129 | Мартьяновская             | деревня | 12               | Верховское                |
| 130 | Матвеевская               | деревня | 21               | Тарногское                |
| 131 | Маурниковская             | деревня | ↘7               | Верховское                |
| 132 | Милогорская               | деревня | 11               | Маркушевское              |
| 133 | Митинская                 | деревня | 7                | Тарногское                |
| 134 | Митрошинская              | деревня | 7                | Тарногское                |
| 135 | Михайловская              | деревня | 22               | Тарногское                |
| 136 | Михалиха                  | деревня | 0                | Заборское                 |
| 137 | Мичуровская               | деревня | 33               | Илезское                  |
| 138 | Монастырская              | деревня | 0                | Маркушевское              |
| 139 | Наумовская                | деревня | 9                | Верховское                |
| 140 | Наумовская                | деревня | 80               | Спасское                  |
| 141 | Нестериха                 | деревня | 3                | Маркушевское              |
| 142 | Нефедовская               | деревня | 13               | Тарногское                |
| 143 | Нижнепаунинская           | деревня | 83               | Спасское                  |
| 144 | Никитиха                  | деревня | 10               | Заборское                 |
| 145 | Никифоровская             | деревня | 133              | Спасское                  |
| 146 | Никоновская               | деревня | 25               | Тарногское                |
| 147 | Новгородовская            | деревня | 18               | Тарногское                |
| 148 | Обуховская                | деревня | 0                | Верховское                |
| 149 | Овсянниковская            | деревня | 3                | Спасское                  |
| 150 | Огудалово                 | деревня | 19               | Илезское                  |
| 151 | Огудалово                 | деревня | 11               | Тарногское                |
| 152 | Ожигинская                | деревня | 0                | Заборское                 |
| 153 | Окатовская                | деревня | 12               | Тарногское                |
| 154 | Окуловская                | деревня | 72               | Илезское                  |
| 155 | Олискино                  | деревня | 0                | Заборское                 |
| 156 | Олиховская                | деревня | 0                | Верховское                |
| 157 | Осташевская               | деревня | 4                | Верховское                |
| 158 | Павловская                | деревня | 10               | Верховское                |
| 159 | Павловская                | деревня | 0                | Тарногское                |
| 160 | Павломатвеевская          | деревня | 5                | Тарногское                |
| 161 | Палкинская                | деревня | 0                | Верховское                |
| 162 | Пар                       | деревня | 0                | Маркушевское              |
| 163 | Паровская                 | деревня | 0                | Спасское                  |
| 164 | Патракеевская             | деревня | 29               | Верховское                |
| 165 | Пахотино                  | деревня | 0                | Заборское                 |
| 166 | Першинская                | деревня | 0                | Тарногское                |
| 167 | Першинская-1              | деревня | 38               | Верховское                |
| 168 | Першинская-2              | деревня | 0                | Верховское                |
| 169 | Пестеревская              | деревня | 0                | Тарногское                |
| 170 | Петряевская               | деревня | 0                | Заборское                 |
| 171 | Плошиловская              | деревня | 32               | Заборское                 |
| 172 | Погоняевская              | деревня | 76               | Тарногское                |
| 173 | Подволочная               | деревня | 0                | Тарногское                |
| 174 | Подволочная               | деревня | 0                | Тарногское                |
| 175 | Подгорная                 | деревня | 6                | Тарногское                |
| 176 | Подгорная                 | деревня | 3                | Тарногское                |
| 177 | Поминовская               | деревня | 0                | Спасское                  |
| 178 | Попчевская                | деревня | 0                | Тарногское                |
| 179 | Поспеловская              | деревня | 29               | Заборское                 |
| 180 | Поцкий Погост             | село    | 0                | Верховское                |
| 181 | Прокопьевская             | деревня | 5                | Тарногское                |
| 182 | Проневская                | деревня | 61               | Тарногское                |
| 183 | Пусточертаково            | деревня | 0                | Спасское                  |
| 184 | Пятовская                 | деревня | 16               | Тарногское                |
| 185 | Раменье                   | деревня | 61               | Маркушевское              |
| 186 | Регишевская               | деревня | 46               | Заборское                 |
| 187 | Ромашевский Погост        | село    | 104              | Заборское                 |
| 188 | Рыкаловская               | деревня | 0                | Спасское                  |
| 189 | Рылковская                | деревня | ↗41              | Тарногское                |
| 190 | Савинская                 | деревня | 0                | Верховское                |
| 191 | Самсоновская              | деревня | 27               | Заборское                 |
| 192 | Свердловская              | деревня | 20               | Верховское                |
| 193 | Сверчковская              | деревня | 36               | Заборское                 |
| 194 | Семеновская               | деревня | 39               | Заборское                 |
| 195 | Семичаевская              | деревня | 0                | Верховское                |
| 196 | Сенюковская               | деревня | 6                | Заборское                 |
| 197 | Сергиевская               | деревня | 99               | Маркушевское              |
| 198 | Силивановская             | деревня | 10               | Тарногское                |
| 199 | Синяковская               | деревня | 4                | Спасское                  |
| 200 | Слободинская              | деревня | 41               | Тарногское                |
| 201 | Слободка                  | деревня | 15               | Маркушевское              |
| 202 | Слуда                     | деревня | 306              | Тарногское                |
| 203 | Слудка                    | деревня | 0                | Верховское                |
| 204 | Сметанино                 | деревня | 24               | Заборское                 |
| 205 | Спасский Погост           | село    | 174              | Спасское                  |
| 206 | Старый Двор               | деревня | 68               | Тарногское                |
| 207 | Степановская              | деревня | 13               | Тарногское                |
| 208 | Степушино                 | деревня | 0                | Илезское                  |
| 209 | Стрелица                  | деревня | 0                | Заборское                 |
| 210 | Стуловская                | деревня | 0                | Заборское                 |
| 211 | Тарасовская               | деревня | 3                | Верховское                |
| 212 | Тарногский Городок        | село    | ↘4927            | Тарногское                |
| 213 | Терентьевская             | деревня | 0                | Заборское                 |
| 214 | Тимонинская               | деревня | 0                | Заборское                 |
| 215 | Тиуновская                | деревня | 34               | Тарногское                |
| 216 | Труфаниха                 | деревня | 0                | Маркушевское              |
| 217 | Тырлынинская              | деревня | 23               | Верховское                |
| 218 | Тюприха                   | деревня | 85               | Заборское                 |
| 219 | Тюрдинская                | деревня | 12               | Тарногское                |
| 220 | Федневская                | деревня | 10               | Спасское                  |
| 221 | Федотовская               | деревня | 0                | Тарногское                |
| 222 | Федюковская               | деревня | 0                | Верховское                |
| 223 | Феофилатовская            | деревня | 9                | Тарногское                |
| 224 | Филимоновская             | деревня | 55               | Спасское                  |
| 225 | Филистевская              | деревня | 0                | Тарногское                |
| 226 | Харитоновская             | деревня | 8                | Спасское                  |
| 227 | Хом                       | деревня | 103              | Тарногское                |
| 228 | Целковская                | деревня | 20               | Спасское                  |
| 229 | Цибунинская               | деревня | 14               | Верховское                |
| 230 | Черепаниха                | деревня | 12               | Маркушевское              |
| 231 | Черняково                 | деревня | 5                | Маркушевское              |
| 232 | Чернятинская              | деревня | 0                | Верховское                |
| 233 | Чисть                     | деревня | 0                | Тарногское                |
| 234 | Шалимовская               | деревня | 8                | Тарногское                |
| 235 | Шалимовская               | деревня | 11               | Тарногское                |
| 236 | Шебеньгский Погост        | село    | 126              | Тарногское                |
| 237 | Шевелевская               | деревня | 35               | Илезское                  |
| 238 | Шевелевская               | деревня | 21               | Маркушевское              |
| 239 | Шеловская                 | деревня | 26               | Спасское                  |
| 240 | Шершуковская              | деревня | 0                | Тарногское                |
| 241 | Шкулевская                | деревня | 36               | Тарногское                |
| 242 | Югра                      | деревня | 17               | Тарногское                |
| 243 | Якинская                  | деревня | 5                | Илезское                  |
| 244 | Якурино                   | деревня | 12               | Спасское                  |
| 245 | Якушевская                | деревня | 19               | Заборское                 |
| 246 | Яринская                  | деревня | 42               | Спасское                  |
| 247 | Ярыгино                   | деревня | 4                | Тарногское                |
| 248 | Яфановская                | деревня | 3                | Верховское                |

Новообразованные населённые пункты
В апреле 2012 года образована деревня Дубровская.
Упразднённые населённые пункты
В марте 1998 года были упразднены две деревни: Захаровская и Юровка.
В июне 1998 года были упразднены три деревни: Борисовская, Будринская-2 и Юдинская (объединена с селом Верховский Погост).
В апреле 2021 года были упразднены две деревни: Аксёновская и Пигасовская.
В апреле 2022 года в состав села Тарногский Городок были включены упразднённые деревни Демидовская, Николаевская и Тимошинская.
21 августа 2023 года был упразднён посёлок Елга, а в состав села Красное были включены упразднённые деревни Горяевская, Струково и Фатьяново.
В 2024 году деревни Аббакумовская, Андреевская, Киривановская, Степановская (Озерецкий сельсовет) были включены в черту деревни Евсеевской; деревни Аксютинская, Власьевская, Макаровская и Рудновская включены в состав села Верховский Погост; деревня Михеевская в состав деревня Погоняевская.
Также ранее были упразднены: деревни Александровская, Баклановская, Балханиха, Барыгино, Безумновская, Беляевская, Боркун, Бродовская, Бухловская, Верховская, Волосомоновская, Горка, Горская, Грязь, Дорошево, Дуброва, Емельяновская, Ермолинская, Заварганиха, Заозерье, Запольная, Затарнога, Захариха (Маркушевский с/с), Захариха (Раменский с/с), Захаровская, Заципинская, Золотуха, Зубовская, Ивановская, Игунинская, Ильмовик, Исаковская, Капустинская, Карелинская, Комлевская (Верхнекокшенгский с/с), Комлевская (Верховский с/с), Константиновская, Коржа, Корчажинская, Красная Горка, Круглец, Куликово, Мамоновская, Марковская, Мартыновская, Масликовская, Матюжинская, Мелентьевская, Мельница, Монастырская, Мусоринская, Никифоровская, Никулинская, Обушница, Овсянковская, Осетры, Осиновка, Павловская, Палачевская, Парфёновская, Пары, Пасыновская, Пендус, Першинская, Петровская, Пограничная, Поповская, Романовская, Саблинская, Савельевская, Самойловская, Сафоновская, Семёновская, Скрябинская, Соколово, Соловьёво, Сорокино, Старь, Сукманово, Тарыгинская, Теперево, Тихаловская, Толчея, Труфановская, Угольная Гора, Уляшевская, Фёдоровская, Фоминская, Футчевская, Хайбутовская, Харитоновская, Шеломовская, Ягодино, Яковлевская, посёлки Коленьга, Пярданга, хутора Остров, Роговик.

## Экономика
Оборот розничной торговли в 2016 году составил 1,6 млрд руб., составив 93 % к уровню 2015 года. Из них 76 % составила продажа продовольственных товаров. В 2016 году Тарногский район по посевным площадям зерновых культур был на 5 месте в области, по объёмам заготовленной зелёной массы на силос на 8 месте, по поголовью КРС на 5 месте, по производству молока на 10 месте. В районе развито растениеводство и животноводство, отмечается рост поголовья КРС и надоев молока. В 2016 году восстановлена работа птицефермы. Тарногский район на протяжении ряда последних лет является одним из двух районов области наряду с Никольским районом, которые полностью перерабатывают всё производимое молоко-сырьё.
Перерабатывающая промышленность представлена Тарногским маслозаводом, а также предприятиями лесопромышленного комплекса.

## Транспорт
В южной части района вдоль реки Сухоны проходит автомобильная трасса А123.
Через центральную часть района проходит автодорога из села Нюксеницы в посёлок Октябрьский Архангельской области.
В августе 2008 года открыт мост через реку Кокшеньгу в правобережную часть района. В 2017 году в районе деревень Слуда и Афанасьевская открыли ещё один новый мост через Кокшеньгу.

## Культура
- В Тарногском районном доме культуры (Тарногский центр традиционной народной культуры) с 1968 года существует фольклорный ансамбль «Сударушка»[49]

## Достопримечательности
- Тиуновское святилище[50]

## Руководители Тарногского района
Председатели районного исполнительного комитета:
| Председатель районного исполнительного комитета (ПредРИК) | Годы      | Партия | Заместители |
| --------------------------------------------------------- | --------- | ------ | ----------- |
| Иван Матвеевич Силуянов                                   | 1935—1938 | ВКП(б) |             |
| П. А. Медведев                                            | 1938—1939 | ВКП(б) |             |
| В. А. Гладин                                              | 1939—1946 | ВКП(б) |             |
| Пётр Алексеевич Вячеславов                                | 1946—1950 | ВКП(б) |             |
| Василий Тимофеевич Лутьев                                 | 1950—1961 | ВКП(б) |             |
| Анатолий Алексеевич Пашко                                 | 1961—1963 | КПСС   |             |
| Иван Арсеньевич Васильев                                  | 1963—1966 | КПСС   |             |
| Василий Прокопьевич Пешков                                | 1966—1967 | КПСС   |             |
| Иннокентий Павлович Головин                               | 1967—1982 | КПСС   |             |
| Евгений Николаевич Попов                                  | 1982—1990 | КПСС   |             |

Председатель исполкома Совета народных депутатов:
- Курбатов А. Н. (1990—1991)

Главы Администрации района:
- Курбатов А. Н. (1991—1996)
- Попова Е. А. (и. о., 1996)

Глава самоуправления района:
- Постников Василий Витальевич (1996—2005)

Главы Тарногского муниципального района:
| Глава Тарногского муниципального района | Фото           | Годы            | Партия | Заместители |
| --------------------------------------- | -------------- | --------------- | ------ | ----------- |
| Василий Витальевич Постников            | 2005—2009 годы |                 |        |             |
| Сергей Михайлович Гусев                 | 2009-2019 годы | «Единая Россия» |        |             |
| Ежев Александр Анатольевич              | 2019-2021      |                 |        |             |
| Корепанов Александр Иванович            | с 2021 года    |                 |        |             |